# Heteroglykane

Aufbau der Hyaluronsäure aus Glucuronsäure (links) und N-Acetylglucosamin (rechts)

Heteroglykane oder Heteropolysaccharide sind Polysaccharide (Vielfachzucker), die im Gegensatz zu Homoglykanen aus mehr als einer einzigen Art monomerer Einfachzucker aufgebaut sind, wie etwa Xanthane, Hyaluronsäure, Heparin und andere Mucopolysaccharide (Glykosaminoglykane). Vorwiegend bestehen Heteroglykane aus zwei verschiedenen, alternierenden Monosacchariden und können daher als polymeres Disaccharid aufgefasst werden. Die Hyaluronsäure zum Beispiel ist aus jeweils abwechselnden Glucuronsäure- und N-Acetylglucosamin-Bausteinen aufgebaut (vgl. Abbildung).

## Eigenschaften
Die wichtigste Heteroglykangruppe der Glykosaminoglykane erfüllt in der Natur vielfältige Funktionen, so als Gerüstsubstanz und Bestandteil der extrazellulären Matrix (tierisches Bindegewebe, Chondroitin, Heparansulfat, Hyaluronsäure), als Bestandteil des Blutes zur Gerinnung (Heparin), von Zellmembranen (Heparansulfat) und im Knorpelgewebe (Keratansulfat).
Einige Heteroglykane aus Bakterien:
- Acetan aus Acetobacter xylinum
- Alginat aus Azotobacter vinelandii
- Amylovoran aus Erwinia amylovora
- Arabinogalactan aus Mycoplasma sp.
- Galactoglucopolysaccharide aus Achromobacter sp., Agrobacterium radiobacter, Pseudomonas marginalis, Rhizobium sp. und Zooglea sp.
- Gellan aus Aureomonas elodea und Sphingomonas paucimobilis
- N-Acetylheparosan aus Escherichia coli
- Hyaluronsäure aus Streptococcus equi
- Kefiran aus Lactobacillus hilgardii
- Stewartan aus Pantoea stewartii subsp. stewartii
- Succinoglycan aus Alcaligenes faecalis var myxogenes, Sinorhizobium meliloti
- Xanthan aus Xanthomonas campestris
- Welan aus Alcaligenes sp.

Einige Heteroglykane aus Algen:
- Agarose aus Gelidium sp.
- Agaropektin aus Gelidium sp.
- Alginat
- Carrageenan aus der Carrageenalge

Einige Heteroglykane aus Pflanzen:
- Arabinogalactan aus der sibirischen Lärche
- Arabinoglucan aus der sibirischen Lärche
- Carubin aus dem Johannisbrotbaum
- Guaran aus der Guarbohne
- Karaya aus Stinkbäumen
- Konjak aus der Teufelszunge